# Ричард Улф
Ричард Улф (на английски: Richard Wolff) е американски нетрадиционен икономист, известен с трудовете си върху икономическата теория на Маркс, икономическата методология и класовия анализ. Професор по икономика, преподава в Масачузетския университет в Амхърст от 1973 до 2008. Преподава икономика и в Йейл, в Държавния университет на Ню Йорк, в Университета на Юта, в Парижкия университет (Сорбоната) и в Брехт форума в Ню Йорк. Гостуващ професор по програмата за следдипломна квалификация по международни отношения в „Ню Скуул Юниверсити“ в Ню Йорк. Изнася и лекции в Брехт форум в Манхатън. През 2010 публикува книгата си „Капитализмът се размириса“, която излиза и като филм. През 2012 излизат три нови негови книги: „Окупирай икономиката: оспорване на капитализма“ в съавторство с Дейвид Барсеймиън, „Сравнение на икономическите теории: неокласическа, кейнсианска и марксистка“ в съавторство със Стивън Резник, и „Демокрация на работното място“.
Улф е водещ на седмичното радио предаване „Икономически новини“ по радио WBAI и е чест гост в радио и телевизионни предавания и интернет медии. Списание „Ню Йорк Таймс“ го обяви за „най-бележития марксистки икономист в Америка“. Улф живее в Манхатън със своята съпруга и сътрудник д-р Хариет Фраад, практикуващ психотерапевт.

## Произход и образование
Родителите на Ричард Улф са европейци, емигрирали в САЩ по време на Втората световна война. Неговият баща е французин, работил в Кьолн като адвокат. В САЩ започва работа в Йънгстаун, Охайо, като работник в стоманената промишленост (отчасти защото европейската му диплома не е призната в САЩ). Семейството се установява да живее в покрайнините на Ню Йорк. Майка му е германска гражданка. Улф казва, че европейските му корени са повлияли на мирогледа му.
| „ | Всичките ви очаквания за това как работи светът, вероятно ще се променят през живота ви след неочаквани, често трагични събития. Да си гъвкав и запознат с различни факти, случващи се по света, е не просто добра идея за един мислещ човек, а е от жизнено значение за оцеляването. Аз израснах с убеждението, че е много важно да разбера политическата и икономическата среда, в която живея. Това ме направи малко по-различен от съучениците ми, които не изпитваха такава напираща нужда да разберат механизмите, ръководещи нестабилния и често опасен свят. Това бе много важен урок за мен. | “ |

Улф завършва като бакалавър по история в Харвард през 1963, след което се премества в Станфорд, където през 1964 записва магистратура по икономика, за да учи при Пол Баран. Баран умира преждевременно от сърдечен удар и Улф се прехвърля в университета Йейл, където през 1966 взима магистърска степен. Към нея добавя магистърска степен по история през 1967 и докторска степен по икономика през 1969. Дисертацията му „Икономика на колониализма: Британия и Кения“ е публикувана като книга през 1974.
В допълнение към родния си английски, Улф говори гладко френски и немски език.

## Професионален живот
Улф преподава в Държавния университет на Ню Йорк от 1969 до 1973. Там започва съвместната си дейност с икономиста Стивън Резник, който пристига през 1971, след като му е отказана професорска катедра в Йейл заради подписа му под петиция срещу войната. През 1973 те стават част от новонаетите „радикални преподаватели“ в икономическия факултет на Масачузетския университет в Амхърст, заедно със Самуел Боулс, Хърбърт Гинтис и Рик Едуардс. Улф става професор през 1981. Пенсионира се през 2008, но остава гостуващ професор в „Ню Скуул Юниверсити“ в Ню Йорк.
Първият съвместен академичен труд на Улф и Резник е „Теория на традиционните конюнктури и преходът от феодализъм към капитализъм“, който очертава основния метод на трудовете им оттогава насетне. В книгата използват подхода на класовия анализ при разглеждане на прехода от феодализъм към капитализъм. Темите включват: Теорията на Маркс и анализ на стойността, радикалната икономика, международната търговия, бизнес циклите, Съветския съюз и сравнение на Марксови и не-Марксови икономически теории.
Улф и Резник вземат „Прочит на капитала“ на Луи Алтюсер и Етиен Балибар като отправна точка и разработват изкусен прочит на втори и трети том на „Капиталът“ в своята въздействаща книга „Знание и класи“. Според авторите марксисткия класов анализ изисква детайлно проучване на различните начини за производство, присвояване и разпределение на принадения труд. Според Маркс съществуват пет класови структури, в зависимост от начина на присвояване на принадения труд: древна (независима), робска, феодална, капиталистическа и комунистическа.
През 1989 заедно с колеги, бивши и настоящи студенти, Улф стартира академичното списание „Преосмисляне на марксизма“, целящ създаването на платформа за преосмисляне и развиване на идеите и теориите на Маркс в икономиката, както и за други социални изследвания. Той продължава да бъде член на редколегията на списанието.
През пролетта на 1994 г. Улф е гостуващ професор в Сорбоната в Париж.
Улф е съосновател на Зелената партия в Ню Хейвън, Кънектикът, и неин кандидат-кмет през 1985.
През последните пет години, в сътрудничество с Резник, Улф разработва нов метод в политическата икономика. Той запазва и доразвива систематично Марксовата идея за класа и принаден труд. Този подход е представен в няколко книги на Резник и Улф, както и в различни статии, писани от тях заедно и поотделно.
От 2005 г. Улф публикува множество кратки анализи, фокусирани основно, ако не и изцяло, върху зараждащата се и по-късно избухнала световна капиталистическа криза. Повечето от тях са събрани в публикуваната през 2010 негова книга „Капитализмът се размириса“.
След 2008 г. Улф изнася множество публични лекции в университети, колежи, на профсъюзни събрания, в гимназии и т.н. Той е чест гост в телевизионни и радио предавания в САЩ и пише статии за различни уебсайтове.
Един от неговите студенти, Георгиос Папандреу, става министър-председател на Гърция между 2009 и 2011 г. Улф го помни като студент, който „иска да стане едновременно изтънчен и социалистически икономист“. Професорът по икономика Костас Панайотакис обаче отбелязва, че: „След избирането му за гръцки министър-председател през есента на 2009 г. с предизборна програма, критикуваща строгите икономически мерки като грешна политика в момент на дълбока икономическа криза, Георг Папандреу направи кръгом и, изправен пред дълбока криза, извика Международния валутен фонд и наложи най-тежката програма за строги икономически мерки, която някоя страна е виждала.“
През 2012 са публикувани други три книги на Улф: „Окупирай икономиката: оспорване на капитализма“ в съавторство с Дейвид Барсеймиън, „Сравнение на икономическите теории: неокласическа, кейнсианска и марксистка“ в съавторство със Стивън Резник, и „Демокрация на работното място“.